# Rastorf
Rastorf er en by og kommune i det nordlige Tyskland, beliggende i Amt Preetz-Land i den sydvestlige del af Kreis Plön. Kreis Plön ligger i den østlige/centrale del af delstaten Slesvig-Holsten.

## Geografi
Rastorf er beliggende ved Bundesstraße 202 omkring en kilometer øst for Raisdorf. Ud over herregården Rastorf dennes tidligere mejerigård Hoheneichen, ligger landsbyerne Rosenfeld, Wildenhorst og Rastorfer Passau i kommunen. Floden Schwentine løber i den vestlige del af området gennem den opstemmede Rosensee. Den hvide bro over Schwentine er et vartegn for kommunen.
Fra 1910 til 1938 havde Rastorf jernbanestation på Kleinbahn Kirchbarkau–Preetz–Lütjenburg.